# San Lorenzo (San Lorenzo)
San Lorenzo es un barrio-pueblo ubicado en el municipio de San Lorenzo en el estado libre asociado de Puerto Rico. En el Censo de 2010 tenía una población de 2045 habitantes y una densidad poblacional de 3.672,46 personas por km².

## Geografía
San Lorenzo se encuentra ubicado en las coordenadas 18°11′28″N 65°57′47″O / 18.19111, -65.96306. Según la Oficina del Censo de los Estados Unidos, San Lorenzo tiene una superficie total de 0.56 km², que corresponden a tierra firme.

## Demografía
Según el censo de 2010, había 2045 personas residiendo en San Lorenzo. La densidad de población era de 3.672,46 hab./km². De los 2045 habitantes, San Lorenzo estaba compuesto por el 79.51% blancos, el 8.36% eran afroamericanos, el 0.78% eran amerindios, el 0.39% eran asiáticos, el 6.01% eran de otras razas y el 4.94% pertenecían a dos o más razas. Del total de la población el 98.97% eran hispanos o latinos de cualquier raza.